# Akşehir Gölü
Der Akşehir Gölü ist ein See in den türkischen Provinzen Konya und Afyonkarahisar in Mittelanatolien. Der See liegt in einem Graben zwischen den Bergen Sultan Dağı und Emir Dağı. Die nächstgelegene Stadt ist Akşehir. Die Länge beträgt 39 km und die Breite 20 km. Die Fläche ist 353 km². Die mittlere Tiefe beträgt 171 m. Die Höhe über dem Meeresspiegel beträgt 954 m.
Da sich der See in einem geschlossenen Einzugsbereich befindet, hat er keine Ausläufe, aus diesem Grund ist das Wasser leicht salzhaltig. Mehrere Bäche fließen in den See, somit ist das Wasser in Ufernähe süß. Die Mitte sowie der Nordosten des Gewässers sind umso salziger.
Der See bezieht sein Element aus dem Sultan Dağı, von dem Jahreszeit-abhängig das Schmelzwasser in den See fließt. Außerdem nährt sich der See von Aquiferen und von Niederschlägen. Die Wassermenge wird durch Verdunsten und durch das für das Bewässern der landwirtschaftlichen Räume Entnommene reguliert.
Früher war der Akşehir Gölü mit dem Eber-See verbunden. Nachdem vor Ort ein Regler installiert und Bewässerungskanäle errichtet wurden, ist diese Verbindung unterbrochen.
Das Wasservolumen weist während der vergangenen Observierungszeiten je nach Jahr und Jahreszeit starke Unterschiede auf. Das niedrigste Volumen wurde im November 1963 mit 460 Mio. m³ und das höchste im Mai 1970 mit 2,1 Milliarden m³ festgestellt.
Die Flora und Fauna des Akşehir Gölü weisen Ähnlichkeiten mit dem Eber Gölü auf. Obwohl das Niveau nicht dem des Eber Gölü entspricht, ist es für die Fauna ökologisch gesehen reichhaltig an Nahrung. Neben Karpfen teilen sich sechs weitere Fischarten diesen Lebensraum. Im Umfeld des Akşehir Gölü leben vor allem im Herbst und zum Winteranfang auch mehrere Vogelarten. Unter anderem trifft man hier auf Pelikane, Möwen, Wildgänse und Enten. Insgesamt leben in diesem Umfeld 60.000–80.000 Vögel.